# Jana Eyrová (film, 1996)
Jana Eyrová je filmové romantické drama režiséra Franka Zeffirelliho z roku 1996.

## Tvůrci
- Námět: Charlotte Brontëová (román Jana Eyrová)
- Scénář: Hugh Whitemore, Franco Zeffirelli, Charlotte Brontëová
- Hudba: Claudio Capponi, Alessio Vlad
- Kamera: David Watkin
- Střih: Richard Marden
- Režie: Franco Zeffirelli
- Kostýmy: Jenny Beavan